# Ribeirão Alambari
Ribeirão Alambari é um rio que nasce na cidade de Rio das Pedras, São Paulo, Brasil.
Após passar por Rio das Pedras, esse ribeirão cruza a área rural do município de Santa Bárbara d'Oeste e termina no Rio Piracicaba.
Esse rio sofreu muito com a poluição durante as décadas de 1970 e 1980, devido ao lançamento irregular de restilo (resíduos da fermentação da cana-de-açúcar) pelas usinas açucareiras locais[carece de fontes?], mas já teve planos de reflorestamento das margens.